# Daniel Benito Gómez Domingo
Daniel Benito Gómez Domingo   (Algemesí, 1925 - Algemesí, 1999), més conegut com Danielet, va ser un destacat jugador professional de pilota valenciana en els anys 40 i 50 del segle xx, on va arribar a jugar partides importants en Pelayo.
Juntament amb Vendrellet, és un dels pilotaris més destacats de la història d'Algemesí. Al trinquet de la capital, feu debutar a Enriquito d'Alzira el 1950.
Va deixar de jugar als 30 i escaig anys després de patir una greu lesió. Va arribar a regentar el trinquet de Castelló. Com a aficionat va arribar a jugar, sobretot en el trinquet d'Algemesí, fins a ben entrats els 80.